# Henri Marchand
Henri François Jean André Marchand (* 28. August 1898 in Mainvilliers, Eure-et-Loir; † 22. Mai 1959 in Paris) war ein französischer Schauspieler.

## Leben
Marchand kam 1898 als Sohn von Jean Henri Marchand, einem Eisenbahnarbeiter am Bahnhof von Chartres, und von Marie Rose Françoise Hardy, einer Hausfrau, in Mainvilliers zur Welt. Nach dem Besuch der städtischen Schule seines Heimatorts wechselte er an die Domschule in Chartres, wo er später als Telegrafist bei der französischen Post (PTT) arbeitete und Telegramme austrug. Fasziniert vom Theater kannte er ganze Dialoge von Bühnenstücken auswendig und rezitierte sie vor seinen Kollegen. Er reiste schließlich nach Paris, um an Schauspielkursen teilzunehmen, und erhielt in der Folge einen Darstellerpreis.
Seinen ersten Leinwandauftritt hatte Marchand 1927 in dem Kurzfilm Mathusalem von Jean Painlevé. Vier Jahre später erhielt er in René Clairs Es lebe die Freiheit (1931) eine Hauptrolle neben Raymond Cordy. Der Satirefilm war seinerzeit sehr erfolgreich und wurde zudem in der Kategorie Bestes Szenenbild für den Oscar nominiert. Für Marchand schien daraufhin eine große Karriere in Aussicht zu stehen. Doch es folgten fast ausschließlich kleine Nebenrollen in mehr oder weniger bedeutenden französischen Produktionen. In den 1940er Jahren legte er gar eine mehrjährige Filmpause ein. Erst ab 1950 war er erneut in kleinen Rollen auf der Leinwand zu sehen, wie in Unter dem Himmel von Paris (1951) von Julien Duvivier. Im Jahr 1952 arbeitete er in Die Schönen der Nacht ein weiteres Mal unter der Regie von René Clair. 1956 kam er auch in dem Film Die Abenteuer des Till Ulenspiegel zum Einsatz, bei dem Gérard Philipe sowohl die Hauptrolle als auch die Regie übernahm.
Marchand war zweimal verheiratet. Seine erste Ehe wurde 1934 geschlossen, die zweite folgte im Mai 1959 – neun Tage vor seinem Tod an einer schweren Krankheit im Necker-Krankenhaus in Paris. Er hatte einige Zeit in einer ehelichen Beziehung mit Alphonsine Leclair gelebt und wollte mit einer Heirat seine familiären Verhältnisse klären. Sein Grab befindet sich auf dem Cimetière Parisien de Pantin.

## Filmografie (Auswahl)
- 1927: Mathusalem (Kurzfilm)
- 1931: Es lebe die Freiheit (À Nous la Liberté)
- 1932: L’Enfant du miracle
- 1932: Amour … amour …
- 1933: Je vous aimerai toujours
- 1934: L’École des resquilleurs (Kurzfilm)
- 1934: Crémaillère (Kurzfilm)
- 1934: Ces messieurs de la Noce (Kurzfilm)
- 1934: Bébé est un amour (Kurzfilm)
- 1934: Volga en flammes
- 1935: Le Billet de mille
- 1935: La Marche nuptiale
- 1935: Le Bossu
- 1935: La Fille de Madame Angot
- 1936: Match nul (Kurzfilm)
- 1936: L’Enfant du Danube
- 1936: Zärtliche Feindin (La Tendre Ennemie)
- 1936: Monsieur Personne
- 1938: Les Deux Combinards
- 1940: Himmelsmusikanten (Les Musiciens du ciel)
- 1940: Sturm (Tempête)
- 1950: La Souricière
- 1950: Drei Telegramme (Trois Télégrammes)
- 1951: Unter dem Himmel von Paris (Sous le ciel de Paris)
- 1951: Clara de Montargis
- 1951: Die Schönheitskönigin von Paris (La Plus belle fille du monde)
- 1952: L’Amour n’est pas un péché
- 1952: Brelan d’as
- 1952: Die Schönen der Nacht (Les Belles de nuit)
- 1952: Ils sont dans les Vignes
- 1953: Opération Magali
- 1953: Jeunes mariés
- 1953: Die Liebe einer Frau (L’Amour d’une femme)
- 1956: Die Abenteuer des Till Ulenspiegel (Les Aventures de Till l’Espiègle)
- 1958: Le Tombeur
- 1959: Frau im Fegefeuer (Pourquoi viens-tu si tard?)